# Oberon (linguagem de programação)
Oberon é uma linguagem de programação criada em 1986 por Niklaus Wirth, o mesmo criador das linguagens Pascal, Modula e Modula-2, como parte integrante do Sistema Operacional Oberon. Seu nome foi inspirado em uma lua de Urano.